# Municipio de South Fork (condado de Forsyth)
El municipio de South Fork (en inglés: South Fork Township) es un municipio ubicado en el  condado de Forsyth en el estado estadounidense de Carolina del Norte. En el año 2000 tenía una población de 3.213 habitantes.

## Geografía
El municipio de South Fork se encuentra ubicado en las coordenadas 36°13′45.79″N 80°12′35.36″O / 36.2293861, -80.2098222.